# Hugh Masekela
Hugh Masekela (4. dubna 1939 Witbank, Jihoafrická republika – 23. ledna 2018 Johannesburg) byl jihoafrický trumpetista a hudební skladatel. V dětství hrál na klavír a k trubce přešel ve čtrnácti letech. V roce 1959 se stal členem skupiny The Jazz Epistles, kterou vedl klavírista Abdullah Ibrahim.
Mimo jazzových hudebníků spolupracoval například i s rockovými hudebníky (The Byrds, Paul Simon). Se skupinou Byrd vystoupil například na festivalu Fantasy Fair and Magic Mountain Music Festival v červnu 1967.
V roce 2012 vystoupil na festivalu Colours of Ostrava. 5. listopadu 2014 vystupuje na Strunách podzimu v Rudolfinu.